# موجارة حمراء الذيل
موجارة حمراء الذيل[بحاجة لمصدر] (الاسم العلمي: Gerres erythrourus) (بالإنجليزية: Deep-bodied mojarra)‏ هي نوع من الأسماك تتبع جنس الموجارة من فصيلة الموجارات.